# Gobeyr-e Do
Gobeyr-e Do (persiska: گبیر دو) är en ort i Iran.   Den ligger i provinsen Khuzestan, i den centrala delen av landet, 500 km sydväst om huvudstaden Teheran. Gobeyr-e Do ligger 23 meter över havet och antalet invånare är 637.
Terrängen runt Gobeyr-e Do är mycket platt. Runt Gobeyr-e Do är det ganska tätbefolkat, med 144 invånare per kvadratkilometer. Närmaste större samhälle är Ahvaz, 18,8 km sydväst om Gobeyr-e Do. Trakten runt Gobeyr-e Do består till största delen av jordbruksmark.